# سولفین‌پیرازون
سولفین‌پیرازون (انگلیسی: Sulfinpyrazone) یک داروی اوریکوزوریک است که برای درمان نقرس به کار می‌رود. همچنین گاهی برای کاهش تجمع پلاکت‌ها با مهار دگرانولاسیون پلاکت‌ها استفاده می‌شود که باعث کاهش انتشار آدنوزین دی‌فسفات و ترومبوکسان می‌شود.
سولفین پیرازون مانند دیگر داروهای اوریکوزوری با مهار رقابتی جذب مجدد اسید اوریک در لوله پیچیده نزدیک کلیه عمل می‌کند.

## موارد منع مصرف
سولفین‌پیرازون نباید در افراد مبتلا به نارسایی کلیه یا سابقه سنگ کلیه در اسید اوریک استفاده شود.

## پژوهش
آزمایش‌ها نشان داده‌است که مصرف سولفین‌پیرازون با دوز روزانه مشخص بلافاصله پس از بیمار مبتلا به سکته قلبی، به‌طور چشمگیری میزان مرگ ناگهانی را تا ۴۳ درصد و مرگ و میر قلبی را تا ۲۴ درصد پس از حمله قلبی کاهش می‌دهد.